# Francia Media
Col termine di Francia Media (in latino: Francia Media) si definisce un regno franco di breve durata creato nell'843 col Trattato di Verdun dopo una guerra civile intermittente tra i nipoti di Carlomagno che portò alla divisione del suo impero. La Francia Media venne assegnata all'imperatore Lotario I, il primogenito e successore di Ludovico il Pio. Il suo regno conteneva tra l'altro la città imperiale di Aquisgrana, il palazzo di Carlomagno e Pavia (ex capitale longobarda) ma mancava di coesione etnica o geografica che potesse costituire il nucleo di uno stato solido, come invece nel caso della Francia occidentalis o della Francia orientalis.
La Francia Media era situata appunto tra la Francia occidentalis e quella orientalis e comprendeva i territori franchi tra i fiumi Reno e Schelda, la costa della Frisia verso il Mare del Nord, l'ex Regno di Borgogna (ad eccezione della porzione occidentale, poi nota come Borgogna) e la Provenza, oltre a parti del Nord Italia. A seguito della ripartizione dell'855, la Francia Media divenne solo un termine geografico ed il grosso del suo territorio venne riorganizzato nella Lotaringia che prese nome appunto dal figlio di Lotario I, Lotario II.

## La partizione dell'855
Nell'855, sul letto di morte all'abbazia di Prüm, l'imperatore Lotario I col trattato di Prüm divise la Francia Media tra i suoi tre figli. Le terre dell'Italia settentrionale, che si estendevano a sud sino a Roma e Spoleto, vennero lasciate al primogenito Ludovico II il Giovane, incoronato co-imperatore con lui nell'850 e poi imperatore da solo nell'855. Questo divenne poi il Regno d'Italia. Gran parte delle terre a nord delle Alpi, compresi i Paesi Bassi, la Renania occidentale, e le terre di confine tra le attuali Francia e Germania, e l'attuale Svizzera, passarono a Lotario II che istituì la Lotaringia. Carlo ricevette il Regno di Borgogna (Alta Borgogna e Bassa Borgogna) e la Provenza, andando a costituire il Regno di Arles, dal nome della capitale.

## Le ultime partizioni

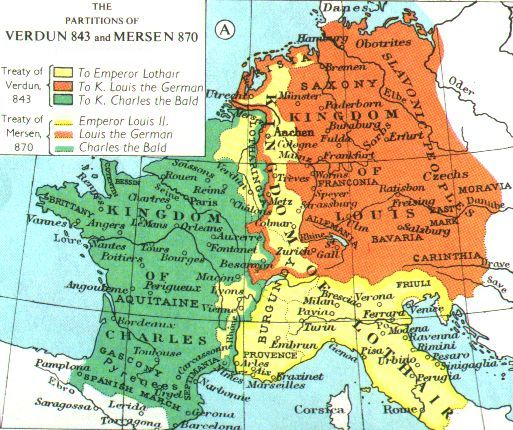
Partizioni dell'843 e dell'870

Carlo morì presto e senza figli nell'863. Secondo il costume franco, i suoi fratelli Ludovico II e Lotario II si divisero il suo reame. Lotario II ricevette la parte occidentale della Bassa Borgogna (vescovati di Lione, Vienne, Vivarais e Uzès), mentre Ludovico II ricevette il Regno di Provenza.
Quando Lotario II morì nell'869, il suo unico figlio Ugo, avuto dalla sua amante Waldrada, venne dichiarato illegittimo, e pertanto il suo unico erede legale fu suo fratello, Ludovico II. Se Ludovico II avesse ereditato la Lotaringia, la Francia Media sarebbe stata riunita. Ad ogni modo, dato che Ludovico II all'epoca stava conducendo una campagna contro l'Emirato di Bari, la Lotaringia venne suddivisa tra i suoi zii Carlo il Calvo e Ludovico il Germanico col trattato di Meerssen nell'870. Ludovico il Germanico prese l'Alta Borgogna ed il territorio a nord del Giura (Borgogna Transjurana), mentre il resto andò a Carlo il Calvo.
Nell'875 l'ultimo dei figli di Lotario I, Ludovico II, morì senza eredi e nominò il suo successore in Italia suo cugino Carlomanno di Baviera, figlio primogenito di Ludovico il Germanico. Ad ogni modo, papa Giovanni VIII, pressato da costanti raid condotti dall'Emirato di Sicilia, si schierò con Carlo il Calvo. Dopo un conflitto confuso, Carlo il Calvo ottenne il reame d'Italia di Ludovico. Carlomanno venne incoronato re di Baviera nell'876 e invase l'Italia l'anno successivo pretendendo anche quel trono, ma con la sua morte nell'880 senza eredi legittimi, il suo regno andò a suo fratello minore, Carlo il Grosso. Carlo venne incoronato imperatore da papa Giovanni VIII nell'881 e con questo riunì l'intero impero carolingio nell'884 per poi venire detronizzato nel'887.